# 艾伦·布里斯托
小艾伦·默瑟·布里斯托（英語：Allan Mercer Bristow Jr.，1951年8月23日—），美国NBA联盟职业篮球运动员。他在1973年的NBA选秀中第2轮第3顺位被费城76人选中。